# 위지트
위지트(Wizit)는 대한민국의 디스플레이 및 반도체 제조장비 부품 기업이다. 본사는 인천광역시 남동구 남동서로 187(고잔동, 58B/5L)에 위치해 있다. 대표이사는 김상우이다. 1992년 2월에 원일시스템으로 설립되었다
산업통상자원부가 반도체·디스플레이 '소부장(소재·부품·장비)' 전문기업으로 지정하였으며 2023년에는 첨단 메모리반도체(D램, 낸드플래시, HBM) 소재와 부품을 제조하는 '국가전략기술' 사업화 시설 지정도 받았다.

## 논란
위지트가 티사이언티픽의 최대주주로 유상증자를 추진하며 경영권 분쟁을 고조시키고 있으며, 임시주주총회에서 회사 측이 기선을 제압하긴 했지만, 추가 자금 투입을 통해 지배력을 강화하려는 움직임을 보이고 있다

## 사업
증착(CVD, 실리콘/유리기판에 박막을 형성), 노광(PHOTO, 기판표면에 회로패턴 형성), 식각(ETCH, 패턴 외 불필요한 부분을 제거)에 적용되는 장비의 소모성 부품을 생산하고 있다. 삼성전자과 SK하이닉스 등을 고객사로 두고 있다

## 역사
2004년 12월 현재의 사명으로 변경하고 2006년 원일시스템 인수합병 하였다

## 상장
1999년 12월 코스닥 증권시장에 상장하였다.

## 같이 보기
- 아이즈비전

## 참고 문헌
1. ↑  송동근, 한국IR협의회 기술분석보고서-위지트, 2020.10.29.[깨진 링크(과거 내용 찾기)]
2. ↑  백종석, 한국IR협의회 기업리서치센터기업분석-위지트, 2022.12.01
3. ↑  김혜란, 수익성 개선 이룬 위지트 "신규 부품 수주 효과", 머니투데이, 2024.03.15
4. ↑  김경택, 위지트, 티사이언티픽 경영권 파행 속 유증 배경은, 뉴시스, 2023.12.05
5. ↑  김건우, 위지트, 반도체 '유리기판' 제조장비 부품 공급…정밀가공 기술력 부각, 머니투데이, 2024.04.17
6. ↑  김세연, 위지트, ‘스마트 품질관리 시스템’ 구축, 탑데일리, 2024.07.25
7. ↑  고봉길, 위지트, 사업확장 및 다각화로 제2 도약, 투데이에너지, 2006.09.01